# Cratere Robertson
Robertson è un cratere lunare di 89,85 km situato nella parte nord-orientale della faccia nascosta della Luna.